# Agnáció
Az agnáció jogi, genealógiai és antropológiai fogalom az apai ág férfinemű tagjainak megjelölésére. A férfi ősök tehát az egyén (agnátus, férfi) fiaival, az ő fiaikkal (unokáival) stb. egyenes ági agnátusi vagy rokoni kapcsolatban állnak. Az agnátus a latin agnatus származéka, szó szerinti jelentése 'az, aki ide-született'.
Rendkívül fontos szerepet töltött be a nemesi öröklési jogban és az uralkodócsaládok öröklési sorrendjében. Ez a fogalom abból a régi felfogásból ered, mely szerint az elsődleges társadalmi egység nem az egyén, hanem a család, a nemzetség és annak örökletes birtoka. Az ősi (mezőgazdasági) társadalmakban az agnátusi rokonság a név, ház, vagyon és a kötelezettségek, azaz a rang öröklésének előfeltétele volt. A patrilineáris társadalmakban a vagyon és a kötelezettségek, elsősorban az ősök tiszteletének kötelezettsége és a család folytatásáról való gondoskodás kizárólag férfi (apai) ágon öröklődtek. Ezen ágba a gyermekek születés vagy örökbefogadás által léphettek be. Az agnáció tehát inkább kulturális, mint vérségi fogalom.
A régi római jogba a fogalom szintén ilyen értelemben került be, mely különbséget tett az agnátusi (a házasság útján létrejövő férfiági) és a kognátusi (általános) vérrokonság között. A hagyományos ókori családban elsősorban az apai hatalom (patria potestas) volt örökletes, mellyel csak férfiak rendelkezhettek. Ettől függött a család tagjainak és elsősorban elhunyt őseinek sorsa. Ha a család folyama megszakad, az ősök áldozat nélkül maradnak és túlvilági életüknek vége szakad. A római jogban ezért az adopciót egyenrangúnak tartották a vérségi leszármazással. Később, a császárkorban ez a különbségtétel egyre jobban elhalványult és ekkor már a kognátusok, sőt bizonyos megszorításokkal a nők is örökölhettek. Az agnátusi rokonság jelentősége a feudalizmusban ismét megnövekedett, ahol fontosnak tartották az örökösök egyértelmű meghatározását.
A római jogban az agnáció (agnatio, cognatio civilis) két vagy több személy kapcsolata, mely az apai és házastársi hatalmon (patria potestas et manus mariti) alapul. Ennek az összes, egymással agnátusi viszonyban álló személy alá ban vetve, egészen addig, amíg a nemzetség feje (a tágabb értelemben vett apa) életben van. Ez a viszony nem mindig egyezett meg a teljes vérrokonság (cognatio naturalis vagy egyszerűen cognatio) fogalmával, mivel az agnáció vonalába beletartoztak a családba befogadott idegen gyermekek is, de nem voltak agnátusok azok a vér szerinti gyermekek, akiket már felszabadítottak az agnáció kötelékei alól, emancipálták őket (la: emancipatio). Az egyazon őstől eredő különböző agnátusi viszonyok a nemzetséget (gens) alkotta, mely államjogi szempontból is alapvető fontossággal bírt. Az agnátusi viszonya régi római jogban elsősorban a gyámság és az öröklési jog szempontjából volt fontos.
A modern társadalomban az öröklés jelentősége lecsökkent ezért az agnátusi rokonság sem játszik már olyan fontos szerepet, mint korábban. Mára csak az az általános szokás maradt meg belőle, hogy a feleség és a gyermekek az apa nevét veszik fel. Az örökség a végrendelet értelmében szabadon száll át az adott személyekre, valamint a rokonokra, a törvény által meghatározott sorrendben.
Genealógiai értelemben agnátusnak számítottak mindazok, akik az apai hatalom alatt álltak. Így a család női tagjait is fel lehet tüntetni az agnátusi családfa tagjai között, utódaik azonban már nem folytatják a családi agnációt. A genealógiában a tetszőleges férfiági közös ősapa oldaláról vizsgált leszármazási vonalat, vérrokonságot jelenti. Az agnáció férfi tagját agnátusnak (en: agnate, cs: agnát) nevezzük. Elsősorban az öröklésnél játszott szerepet, ezért a vizsgált közös őshöz képest megkülönböztették a primogenitúrát (az elsőszülött fiú vonalát), a család legidősebb férfi tagjának vonalát (senior) avagy a majorescót, az ízben legközelebb állót, illetve az egy ízen (generációban) állók közül a legidősebb fiút, ami általában az elsőszülöttséggel azonos. A férfiágak közti agnáció leggyakrabban a hitbizományoknál kapott szerepet.
Eltekintve az ősi korokból fennmaradt egyes elvektől, melyek szerint az anyai ágú rokonság bizonyos helyzetekben elsőbbséget élvezett a férfiággal szemben, a középkori német és osztrák jogban az apai ág, azaz a férfiág rokonsága mindig is fontosabb volt a nőágnál, főképpen a birtoköröklésnél. A német jogban a férjhez menő nemes lányoktól kifejezetten megkövetelték, hogy házasságuk előtt a saját maguk és utódaik nevében mondjanak le a családi birtok örökléséről, egészen addig az esetig, amikor a hitbizomány alapítójának összes agnátusi ága ki nem hal. (Ez volt a nemesi leányok renunciációja.)
Az agnáció tekintetében a magyar jog is a német jog elvén állt, amikor kizárta a lányokat az öröklésből és lemondásukat igényelte a családi birtokról az apától számított legtávolabbi férfiági rokonok javára is (Werbőczy, Tripartitum, I. 18., 40. Stat. Jur. IV.). Az apai örökségből viszont hozományként ún. leánynegyedet juttatott számukra.
Werbőczy a nemzés tekintetében az ún. kétmagvú nemzés híve volt, tehát úgy vélte, hogy az utódok megszületéséhez az apa és az anya hozzájárulása is szükséges. (”Et ratio est, quia naturaliter ex semine viri superabundanti (vt plurimum) masculus cō[n]cipitur: & è contra ex femine foemin[a]e, foemina generatur.” (Tripartitvm opvs ivris consvetvdinarij inclyti Regni Hungariae. Per… Stephanvm de Werbewtz. Bécs, 1561. Pars I. Titulus XII. “Ennek pedig ugyan természet szerént való oka-is vagyon: mert mikor a’ férfiú mag bövségesebb, akkor inkább mind fiak lésznek tőle, viszontag az asszony magvából leányzók.” Werbőczi István: Magyar és Erdély-országnak törvény-könyve. Pozsony és Pest 1805. 86-87.)